# Aeroportul Ambunti
Aeroportul Ambunti (IATA: AUJ, ICAO: AYAT) este un aeroport din East Sepik Province⁠(d), Momase Region⁠(d), Papua Noua Guinee.
aeroportul dispune de o singură pistă.